# Bride Hard
Bride Hard är en amerikansk actionkomedifilm som hade premiär i USA den 20 juni 2025. Den är regisserad av Simon West efter ett manus skrivet av Cece Pleasants och Shaina Steinberg.

## Handling
Filmen handlar om en hemlig agent (Rebel Wilson) som får i uppdrag att vara brudtärna åt sin barndomsväninna när hela bröllopet tas som gisslan av ett grupp legoknektar.

## Rollista (i urval)
- Rebel Wilson - Sam
- Anna Camp
- Anna Chlumsky
- Da'Vine Joy Randolph
- Gigi Zumbado
- Stephen Dorff
- Justin Hartley
- Sam Huntington
- Sherry Cola
- Michael O'Neill
- Jeff Chase
- Craig Anton